# 帕戈達峰
83°56′S 166°45′E / 83.933°S 166.750°E
帕戈達峰是南極洲的山峰，位於沙克爾頓海岸，屬於亞歷山德拉皇后山脈的一部分，處於麥克拉爾山以北6公里，由新西蘭的探險隊命名。